# 18e gala des prix Félix
Les lauréats des prix Félix en 1996, artistes québécois œuvrant dans l'industrie de la chanson, ont reçu leurs récompenses à l'occasion du dix-huitième Gala de l'ADISQ, animé par Yvon Deschamps et qui eut lieu le 3 novembre 1996.

## Interprète masculin de l'année
- Kevin Parent

Autres propositions : Daniel Bélanger, Dan Bigras, David Étienne, Jean-Pierre Ferland, Daniel Lavoie, Bruno Pelletier, Richard Séguin.

## Interprète féminine de l'année
- Céline Dion

Autres propositions : Luce Dufault, Marjo, Ginette Reno, Judi Richards, Marie-Jo Thériault, Nanette Workman.

## Révélation de l'année
- Noir Silence

Autres propositions : Isabelle Boulay, Marc Dupré, les Frères à ch'val, Claude Lamothe.

## Groupe de l'année
- Noir Silence

Autres propositions : Beau Dommage, les Colocs, les Frères à ch'val, Zébulon.

## Auteur-compositeur de l'année
- Daniel Bélanger

Autres propositions : Dan Bigras, Bourbon Gauthier, Daniel Lavoie, Diane Tell.

## Artiste s'étant le plus illustré hors Québec
- Céline Dion

Autres propositions : Robert Charlebois, le Cirque du Soleil, André-Philippe Gagnon, Lynda Lemay.

## Artiste s'étant illustré dans une langue autre que le français
- Céline Dion

Autres propositions : Groovy Aardvak, RudeLuck, Stephen Barry Band, Too Many Cooks.

## Artiste de la francophonie s'étant le plus illustré au Québec
- Daran et les chaises

Autres només : Richard Cocciante, Mylène Farmer, Zachary Richard, Alain Souchon.

## Chanson populaire de l'année
- Seigneur de Kevin Parent

Autres propositiones : Tout simplement jaloux de Beau Dommage, Le doux printemps de Daniel Bélanger, Bon yeu des Colocs, Je sais pas de Céline Dion, Soirs de scotch de Luce Dufault, Je pensais pas de Daniel Lavoie, Laissez-moi rev'nir sur Terre de Ginette Reno, Rester debout de Richard Séguin, Le temps de m'y faire de Nanette Workman.

## Album le plus vendu
- D'eux de Céline Dion

Autres propositions : Carpe Diem de Lara Fabian, Pigeon d'argile de Kevin Parent, L'album du peuple final - tome 4 de François Pérusse, La chanteuse de Ginette Reno.

## Album pop de l'année
- La chanteuse de Ginette Reno

Autres propositions : Rideau de Beau Dommage, Alys Robi - bande sonore d'Isabelle Boulay, Luce Dufault de Luce Dufault, Ici de Daniel Lavoie.

## Album rock de l'année
- Noir Silence de Noir Silence

Autres propositions : La fin du diable de Dan Bigras, Atrocetomique des Colocs, C'pas grave des Frères à ch'val, Une à une de Nanette Workman.

## Album pop-rock de l'année
- Quatre saisons dans le désordre de Daniel Bélanger

Autres propositions : Mille ans de David Étienne, Ex-libris d'Ex-libris, Défaire l'amour de Bruno Pelletier, D'instinct de Richard Séguin.

## Album country de l'année
- Plein l'dos de Gildor Roy

Autres propositions : Chez moi de Patrick Norman, La voix de mon cœur de Georges Hamel, Parfum de tendresse de Claude Valade, Où vont tous les oiseaux de Jeannine Savard.

## Album folk de l'année
- Portraits de Jim Corcoran

## Album instrumental de l'année
- Twilight Time d'André Gagnon

Autres propositions : Nu de Claude Lamothe, Les ailes du feu de Philippe Leduc, Notes de film de Charles Papasoff, Erreur sur la personne de Jean Vanasse.

## Album humour de l'année
- L'album du peuple final - tome 4 de François Pérusse

Autres propositions : Légaré 2: L'intégrale de Pierre Légaré, De Félix à Desjardins de Jean-Guy Moreau.

## Spectacle de l'année - auteur-compositeur-interprète
- C'est plate mais c'est ça de Kevin Parent

Autres propositions : Le fou du diable de Dan Bigras, Ici de Daniel Lavoie, Écoute pas ça de Jean-Pierre Ferland, D'instinct de Richard Séguin.

## Spectacle de l'année - interprète
- La tournée mondiale de Céline Dion de Céline Dion

Autres propositions : Demain matin, Montréal m'attends (Artistes variés dont Élyse Marquis et Nathalie Simard), Pour nous chauffer le patrimoine de la Bottine Souriante, La chanteuse de Ginette Reno, Lady Alys de Alys Robi.

## Spectacle de l'année - humour
- Guide de survie de Pierre Légaré

Autres propositions : Libre échange de Michel Barrette, Marc Dupré de Marc Dupré, Daniel Lemire de Daniel Lemire, Drôle de Stéphane Rousseau.

## Vidéoclip de l'année
- Seigneur de Kevin Parent

Autres propositions : Bon yeu des Colocs, Je sais pas de Céline Dion, Soirs de scotch de Luce Dufault, Adrénaline de Zébulon.

## Impresario de l'année
- René Angélil

Autres propositions : Michel Bélanger, Martyne Prévost, Pierre Rodrigue, Robert Vinet

## Hommage
- René Angélil

## Sources
- Gala de l'ADISQ 1996